# Victor (Idaho)
Victor es una ciudad ubicada en el condado de Teton en el estado estadounidense de Idaho. En el Censo de 2010 tenía una población de 1928 habitantes y una densidad poblacional de 216,46 personas por km².

## Geografía
Victor se encuentra ubicada en las coordenadas 43°36′11″N 111°7′3″O / 43.60306, -111.11750. Según la Oficina del Censo de los Estados Unidos, Victor tiene una superficie total de 8.91 km², de la cual 8.91 km² corresponden a tierra firme y (0%) 0 km² es agua.

## Demografía
Según el censo de 2010, había 1928 personas residiendo en Victor. La densidad de población era de 216,46 hab./km². De los 1928 habitantes, Victor estaba compuesto por el 0.08% blancos, el 0.47% eran afroamericanos, el 0.99% eran amerindios, el 0.47% eran asiáticos, el 0.05% eran isleños del Pacífico, el 16.86% eran de otras razas y el 1.92% pertenecían a dos o más razas. Del total de la población el 22.56% eran hispanos o latinos de cualquier raza.